# Upplands runinskrifter 1146
Runinskrift U 1146 är en runsten som nu står i Gillberga, cirka två kilometer utanför Tierp, utmed norra sidan om vägen från Skämsta, Tolfta socken, Örbyhus härad i Uppland.

## Stenen
Stenen flyttades hit från sin ursprungliga plats vid ett gravröse beläget 30 meter bort i nordväst. Orten Svanby som farfadern Ugg uppges härstamma ifrån ligger tre kilometer sydväst om Gillberga. 
Stenen är skadad, den fullständiga texten är dock känd genom en teckning från 1600-talet. Materialet är mörk diabas och ristningen är ornerad i Ringerikestil: Pr 1, vilket daterar den till 1010-1050.
Runristaren är okänd, men en annan sten med liknande ornamentik är U 1016 i Ärentuna socken.

## Inskriften

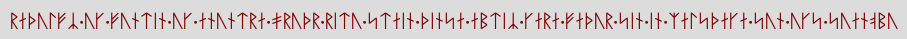
Runslingan på U 1146

Runor: ᚱᛅᚦᚢᛚᚠᛦ᛫ᚢᚴ᛫ᚠᚢᚾᛏᛁᚾ᛫ᚢᚴ᛫ᛅᚾᚢᚾᛏᚱᛅ᛫ᚯᚱᚢᚦᚱ᛫ᚱᛁᛏᚢ᛫ᛋᛏᛅᛁᚾ᛫ᚦᛁᚾᛋᛅ᛫ᛅᛒᛏᛁᛦ᛫ᚴᛅᚱᛅ᛫ᚠᛅᚦᚢᚱ᛫ᛋᛁᚾ᛫ᛁᚾ᛫ᛘᛅᛚᛋᚦᛅᚴᛅ᛫ᛋᚢᚾ᛫ᚢᚴᛋ᛫ᛋᚢᛅᚾᚮᛒᚢ
Translitterering av runraden:
[raþulfr : (a)](u)k : funtin : auk : a(n)untra : bruþr : ritu : stain : þinsa : abtir : kara : faþur : sin : in : mal:s[b]aka : sun : uks : [i · sua]n[o]bu :
Normalisering till runsvenska:
ʀaðulfʀ ok Fundinn ok Anundr, brøðr, rettu stæin þennsa æftiʀ Kara, faður sinn, hinn malspaka, sun Uggs i Svanaby.
Översättning till nusvenska:
Rådulv och Funnen och Anund, bröderna, reste denna sten efter Kåre, sin fader, den vältalige, son till Ugg i Svanby

## Se även

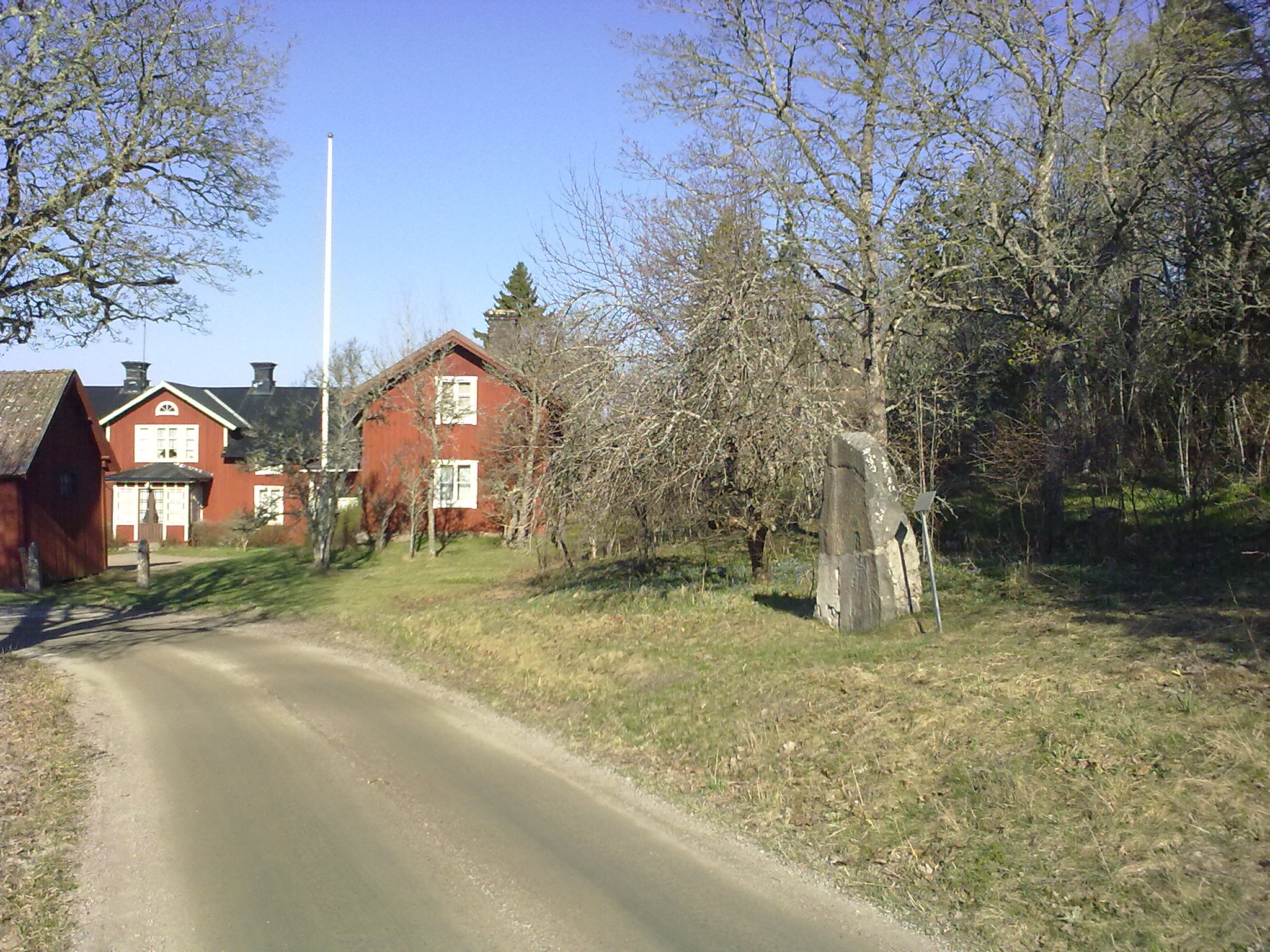
Runstenen U 1146 utmed vägen i Gillberga